# Tilen Kodrin
Tilen Kodrin, né le 14 mai 1994 à Celje, est un handballeur international slovène évoluant au poste d'ailier gauche au sein du club allemand VfL Gummersbach.
Il a remporté une médaille de bronze lors du championnat du monde 2017.

## Palmarès

### En équipe nationale
- Médaille de bronze au championnat du monde 2017
- 4e place au championnat d'Europe 2020

### En club
- Vainqueur du Championnat de Slovénie (7) : 2015, 2016, 2017, 2018, 2019, 2020, 2022
- Vainqueur de la Coupe de Slovénie (4) : 2015, 2016, 2017, 2018